# Kraľovany
Kraľovany est une commune du district de Dolný Kubín, dans la région de Žilina, en Slovaquie.

## Histoire
La première mention écrite de la localité date de 1365.

## Démographie

### Évolution de la population
| Année:               | 1994. | 2004.   | 2014.   | 2024.   |
| -------------------- | ----- | ------- | ------- | ------- |
| Nombre de personnes: | 478   | 465     | 443     | 430     |
| Différence:          |       | -2,71 % | -4,73 % | -2,93 % |

| Année:               | 2023. | 2024.   |
| -------------------- | ----- | ------- |
| Nombre de personnes: | 429   | 430     |
| Différence:          |       | +0,23 % |

## Transport
Le village est situé à la jonction entre la ligne de chemin de fer Žilina - Košice et une ligne vers Trstená.